# Chiesa di San Vitale (Riva San Vitale)
La chiesa di San Vitale è un edificio religioso tardobarocco costruito al posto di un luogo di culto paleocristiano a Riva San Vitale, già sede della Pieve di Riva.

## Storia
Il primo insediamento religioso nel luogo che oggi ospita la chiesa sorse forse all'inizio della cristianizzazione del Canton Ticino e sicuramente non oltre il IX secolo. In quello successivo, e più precisamente fra il 962 e il 966, l'edificio fu citato per la prima volta in un documento storico. Della chiesa medievale, probabilmente una basilica, tuttavia, restano sparute tracce, ascrivibili tutte al battistero che si trova poco distante dall'edificio: l'attuale struttura, invece, fu costruita su progetto di Giuseppe Salvatore Caresana fra il 1756 e il 1759. Il campanile dotato di lanterna, invece, è di poco precedente: la sua costruzione risale al biennio 1754-1755. Un'ulteriore modifica all'edificio fu apportata nel 1865, quando Antonio Vassalli ridisegnò la facciata in stile neoclassico, dotandola di un timpano e facendone scandire i volumi da imponenti lesene. Il bassorilievo di San Vitale sul portale, invece, è del 1863.